# ماونتن فيليج (كولورادو)
ماونتن فيليج (بالإنجليزية: Mountain Village, Colorado)‏ هي بلدة تقع في مقاطعة سان ميغيل، كولورادو بولاية كولورادو في الولايات المتحدة. تبلغ مساحتها 8.6 (كم²)، وترتفع عن سطح البحر 2910 م، بلغ عدد سكانها 1114 نسمة في عام 2005 حسب إحصاء مكتب تعداد الولايات المتحدة وتصل الكثافة السكانية فيها 113.7 نسمة/كم2.

## معرض صور

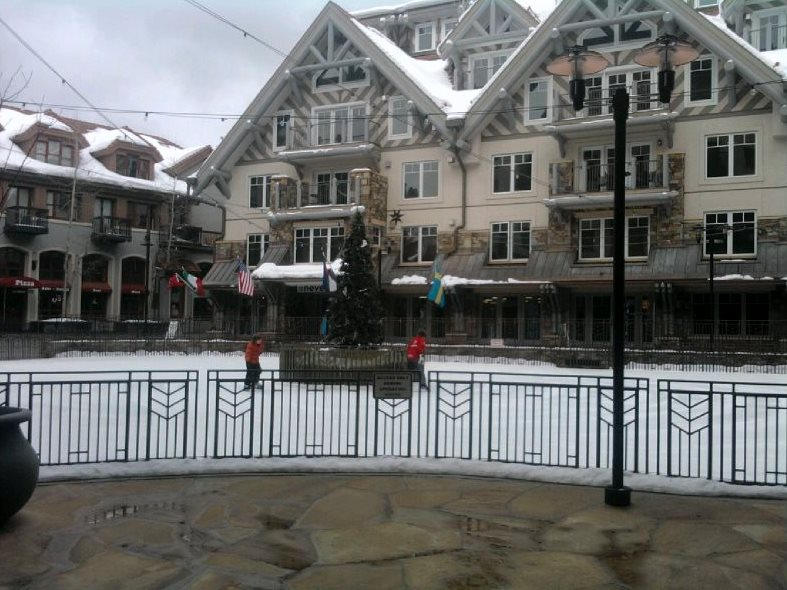
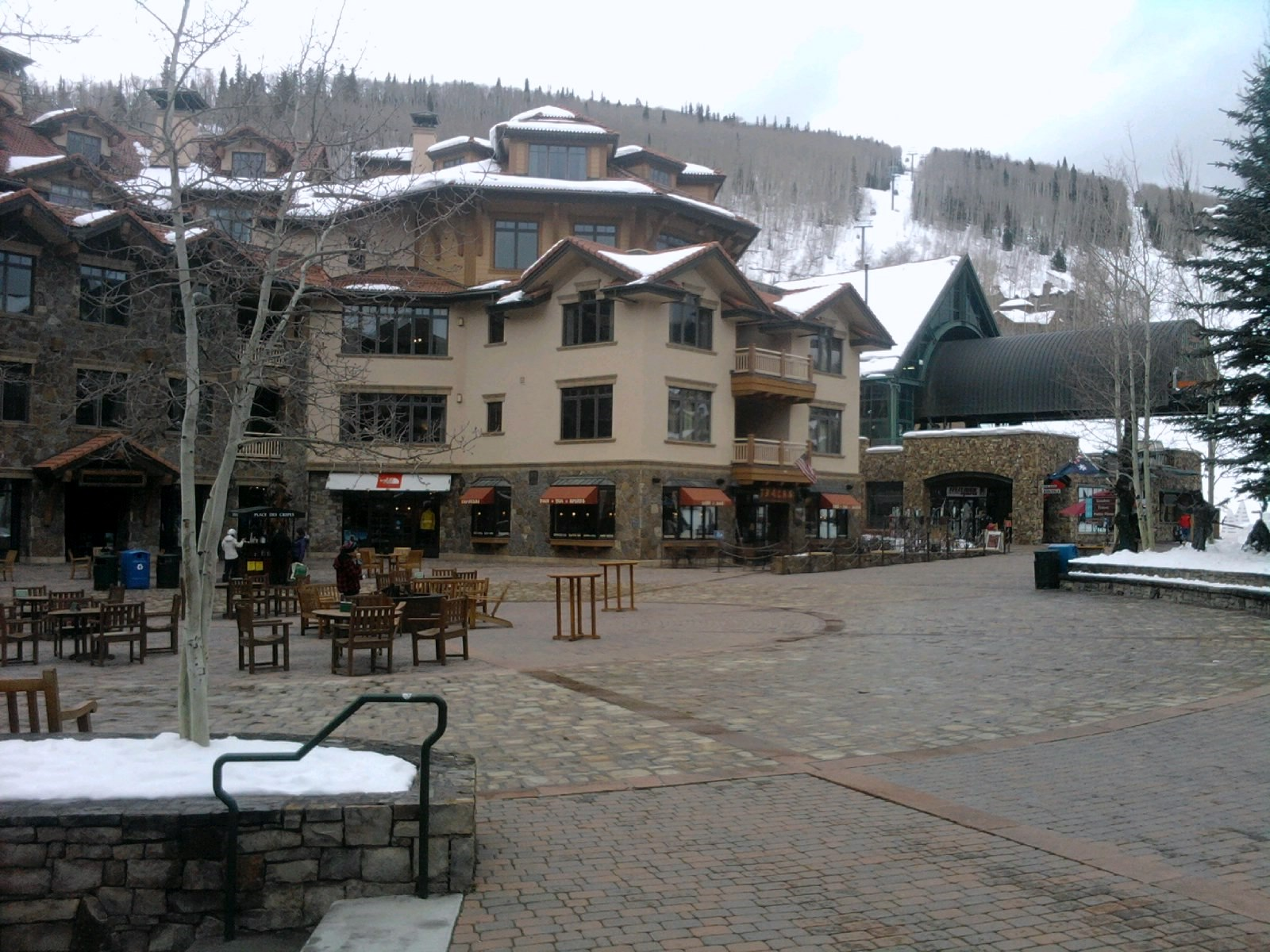
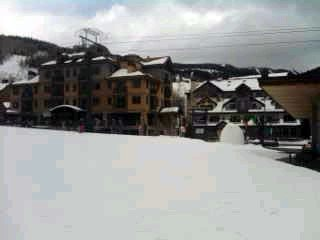

## وصلات خارجية
- Town of Mountain Village
- The US50 - Cities and Towns in Colorado State
- Colorado Cities and Towns, Facts, Map, Flag, Colleges, Government, and More